# Coquistraße 17

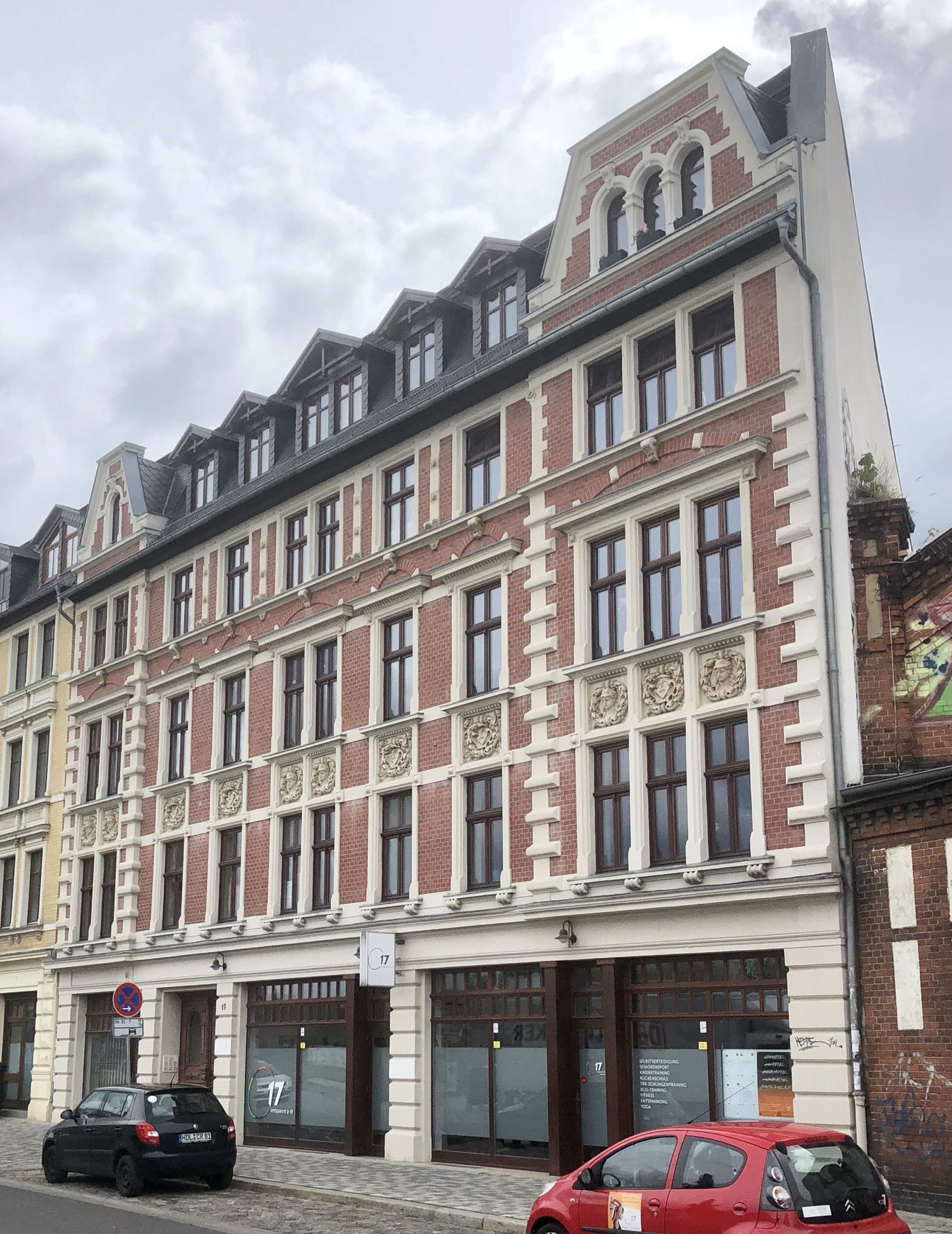
Wohnhaus Coquistraße 17

Das Gebäude Coquistraße 17 ist ein denkmalgeschütztes Wohnhaus in Magdeburg in Sachsen-Anhalt.

## Lage
Es steht auf der Südseite der Coquistraße im Magdeburger Stadtteil Buckau. Westlich grenzt das Gebäude der ehemaligen Lokwerkstatt der Königlich-Preußischen Eisenbahn-Hauptwerkstatt Buckau an.

## Architektur und Geschichte
Das viergeschossige Gebäude wurde etwa in der Zeit zwischen 1880 und 1890 als Ziegelbau errichtet. Die repräsentative elfachsige Fassade ist im Stil der Neorenaissance gestaltet. An den Seiten bestehen flache Seitenrisalite. Links werden zwei, rechts drei Achsen mit Eckrustika zusammengefasst und mit Dacherkern bekrönt. Die Fensterbrüstungen des zweiten Obergeschosses sind mit einem plastisch ausgeführten Stuckdekor, darunter auch eine eine Frau darstellende Porträtbüste, versehen. 
Im örtlichen Denkmalverzeichnis ist das Wohnhaus unter der Erfassungsnummer 094 17808 als Baudenkmal verzeichnet.
Das Wohnhaus gilt als Bestandteil der gründerzeitlichen Häuserzeile als städtebaulich bedeutsam und wird als Beispiel für den Wohnungsbau des zur Bauzeit bereits industriell geprägten Buckaus gesehen.